# Eutelsat 70D
Eutelsat 70D (ehemals Eutelsat Hot Bird 13A, davor Hot Bird 6) war ein Fernsehsatellit der European Telecommunications Satellite Organization (Eutelsat) mit Sitz in Paris.

## Missionsverlauf
Er wurde am 21. August 2002 an Bord einer Atlas-V-Trägerrakete von der Cape Canaveral Air Force Station in Florida (USA) gestartet.
Er ersetzte den zuvor ebenfalls auf 13° Ost positionierten Hot Bird 5. LEOP und Erstpositionierung erfolgten am Raumfahrtkontrollzentrum GSOC des DLR. Am 1. März 2012 vereinheitlichte Eutelsat die Namen seiner Satelliten rund um den Markennamen.
Nach Inbetriebnahme des neuen Eutelsat 3D wurde Hot Bird 13A am 4. Juli 2013 durch den nun auf 3,1° Ost überflüssigen Eutelsat 3C ersetzt und nach 7,8° West verschoben. Aufgrund des baldigen Starts von Eutelsat 8 West B wurde er in Eutelsat 8 West C umbenannt. Die Inbetriebnahme erfolgte am 8. August 2013.
2015 wurde er nach 33 Grad Ost verschoben und in Eutelsat 33D umbenannt. Ein Jahr später wurde er abermals verschoben, nämlich nach 70° Ost, und bekam den Namen Eutelsat 70D.
Der Satellit wurde im August 2016 außer Betrieb genommen und in einen Friedhofsorbit manövriert.

## Technik
Eutelsat 70D verfügte über 8 Skyplex-Einheiten (MCPC-Paketzusammenstellung konnte über mehrere Uplinks gleichzeitig erfolgen). Dafür wurden die Transponder 90, 91 und 92 genutzt.
Die Transponder waren wie folgt aufgeteilt:
- Ku-Band: 16 Transponder mit je 33 MHz (Transponder 90–94, 115–118, 153–159)
- Ku-Band: 12 Transponder mit je 36 MHz (Transponder 123–134)
- Ka-Band: 4 Transponder mit je 72 MHz (Transponder 153, 154, 158, 159)

## Empfang
Der Satellit konnte nur im Nahen Osten und Libyen empfangen werden. Die Übertragung erfolgte im Ku- und Ka-Band.